# Stavros Tsoukalas
Stavros Tsoukalas, född 23 maj 1988 i Thessaloniki, Grekland, är en grekisk fotbollsspelare som för närvarande spelar som mittfältare för PAS Giannina i Grekiska Superligan. Han började sin karriär som ungdomsspelare i Doxa Dramas.

## Fotnoter
1. ↑  transfermarkt.com, transfermarkt.com spelar-ID: 58494, läst: 9 oktober 2017.[källa från Wikidata]